# Clostridium perfringens
Clostridium perfringens — грам-позитивна, облігатно анаеробна паличкоподібна бактерія роду Clostridium, як й інші представники роду утворює ендоспори. Збудник харчових отруєнь людини, один із збудників газової гангрени. Є санітарно-показовим організмом. Бактерія була вперше описана в 1898 році А. Вельйоном і А. Зубером як Bacillus perfringens.

## Біологічні властивості

### Морфологія
C. perfringens — великі (0,8-1 × 4-8 мікрон) плеоморфні паличкоподібні грам-позитивні бактерії. Ендоспори овальні, розташовані центрально або субтермінально. Нерухомі, в організмі людини утворюють капсулу. Утворюють стабільні L-форми, здатні рости на поверхні скла.

### Культуральні властивості

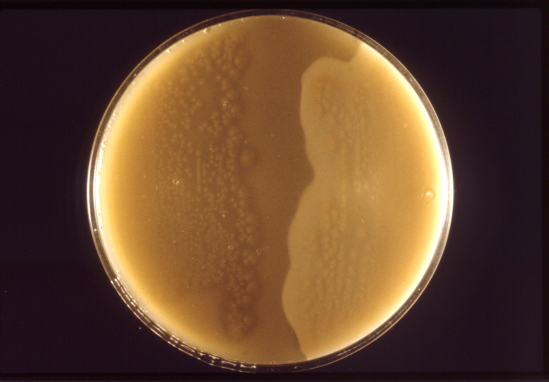
Зони преципітації навколо колоній C. perfringens на жовтковому агарі

C. perfringens — хемоорганогетеротроф, облігатний анаероб. Росте на простих живильних середовищах за анаеробними умовами. На агаровмістних поживних середовищах утворюються круглі колонії 1-2 мм в діаметрі з гладким або зубчастим краєм. Колонії, що виросли в товщі агару, мають сочевицеподібну форму. У рідкому середовищі — помутніння з подальшим проясненням середовища і утворенням білуватого пластівцеподібного осаду. На середовищі Кітт-Тароцці — помутніння з рясним газоутворенням. На кров'яному агарі утворюються круглі гладкі сіруваті колонії, що поступово зеленіють і стають оточені зоною гемолізу β-типа. На жовтковому агарі, зважаючи на утворення лецитінази, утворюються зони преципітації. Ця бактерія здатна ферментувати глюкозу, лактозу, мальтозу і сахарозу з активним газоутворенням. Синтезує також масляну кислоту в ході ацетобутіратної ферментації, здатний відновлювати нітрат.

### Геном
У 1989 році було проведено картування геному C. perfringens з використанням методу пульс-електрофорезу, у 2001 році була визначена нуклеотидна послідовність всього геному C. perfringens штаму 13, його геном представлений однією кільцевою дволанцюговою молекулою ДНК розміром 3031430 пар основ, вміст ГЦ становить 28,6 % кількість відкритих рамок зчитування 2660, також є плазміда pCP13 розміром 54310 пар основ, яка містить 63 відкритих рамки зчитування. Геном C. perfringens штаму ATCC13124 представлений молекулою ДНК розміром 3256683 пар основ і містить 3015 генів, з них 2899 кодують білки, вміст ГЦ становить 28,37 %. У C. perfringens штаму E88 геном розміром 2799250 пар основ і містить 2372 відкритих рамки зчитування. У геномі добре охарактеризовані гени ентеротоксинів, ці гени можуть знаходитися як на хромосомі, так і на плазмідах і є мобільними елементами.

## Патогенність і вірулентність
C. perfringens є збудником харчових отруєнь людини і одним із збудників газової гангрени. Факторами вірулентності є протеази, лецитіназа, колагеназа, гіалуронідаза та деякі інші ферменти. Ця бактерія також синтезує токсини, зокрема α-токсин є фосфоліпазою C, що має гемолітичні властивости, ε-токсин є білком розміром 300 амінокислот, що утворює пори в клітинних мембранах епітеліоцитів кишечнику людини та в результаті спричинює вихід іонів К+ і води з клітини; смертельна концентрація (LD50) для мишей становить 0,1 мкг на кг маси. C. perfringens також синтезує пеніцилін-зв'язуючі білки, що надають їй резистентності до антибіотиків цього класу.